# Alguns Dias de Bolchevismo…
Alguns Dias de Bolchevismo... é uma novela humorística de Gregório Cascalheira publicada em 1935. Terá sido escrita no Sardoal entre Agosto e Setembro de 1932.  

## Resumo da obra
Não se trata de uma análise historiográfica sobre o processo revolucionário russo, sobre a qual é retintamente conservador e em que pouco ou nada acrescenta ao tema.
O livro foi analisado pela censura, que emitiu um relatório datado de 9 de Agosto de 1935, assinado por G. Andrade, onde se faz um resumo da novela.